# Кароль Тарло
Каро́ль Тарло́ (пол. Karol Tarło; 1639 — 4 вересня 1702) — державний діяч Речі Посполитої. Представник шляхетського роду Тарло гербу Топор. Син Пйотра Александра Тарла та Ядвіги з Лянцкоронських. Великий канцлер коронний (1702), сенатор. Великий підканцлер коронний (1689—1702), люблінський воєвода (1685—1689). Староста стенжицький.

## Біографія
Старший син воєводи люблінського Пйотра Александра Тарла (? — 1649) від другого шлюбу з Ядвігою Лянцкоронською (пом. після 1667). Брати — Микола, Ян Олександр, Олександр, Станіслав і Зигмунд.
1685 Кароль Тарло одержав посаду люблінського воєводи, а 1689 був призначений коронним підканцлером. 1697 підтримав обрання саксонського курфюрста Августа Фрідріха (Сильного) на польський королівський престол.

## Родина
Перед 1674 одружився із Софією Пшоняк, від шлюбу з якою мав сина і трьох дочок:
- Адам Петро Тарло (? — 1719), стольник коронний (1703), люблінський воєвода (1706 ), староста люблінський, янівський і стенжицький.
- Ядвіга Тарло (пом. після 1705), дружина з 1688 каштеляна радомського Яна Казімежа Лянцкоронського (пом. 1698 )
- Дорота Тарло (пом. 1756), 1-й чоловік — мазовецький воєвода і гетьман польний коронний Станіслав Хоментовський (1673—1728) , 2-й чоловік  люблінський воєвода Адам Тарло (1713—1744)
- Тереса Магдалена Тарло (пом. 1700), 1-й чоловік з 1691 підстолій коронний Александер Пшиємський (бл. 1650—1694), 2-й чоловік воєвода краківський Францишек Велепольський (пом. 1732).